# تي. سي. همفري
تي. سي. همفري هو سياسي أمريكي، ولد في 20 ديسمبر 1846 في مقاطعة لوغان في الولايات المتحدة، وتوفي في 3 ديسمبر 1937 في هوغو في الولايات المتحدة. نشط حزبياً في الحزب الديمقراطي. وقد انتخب عضو مجلس نواب أركنساس ‏.